# Greața (roman)
Greața (în franceză La Nausée) este un roman filozofic al filosofului existențialist Jean-Paul Sartre, publicat în 1938. Este primul roman al lui Sartre.
Acțiunea romanului are loc în „Bouville” (omofon al lui Boue-ville, literalmente „Orașul noroiului”), un oraș asemănător cu Le Havre. Romanul cuprinde gândurile și experiențele subiective – într-un format de jurnal personal – ale lui Antoine Roquentin, un intelectual melancolic și izolat social, care venise la Bouville cu scopul de a scrie o biografie a unei figuri istorice, marchizul de Rollebon, însă eforturile lui scriitoricești eșuează. Înstrăinarea și deziluzia crescândă a lui Roquentin coincid cu o experiență din ce în ce mai intensă de repulsie, pe care el o numește „greața”, în care oamenii și lucrurile din jurul lui par să-și piardă toate calitățile familiare și recunoscute. Titlul original al romanului al lui Sartre înainte de publicare a fost Melancholia, o aluzie la gravura cu același nume de Albrecht Dürer.